# Karl-Heinz Zapf
Karl-Heinz Zapf (* 1. Juli 1951) ist ein ehemaliger deutscher Fußballspieler und -trainer.

## Karriere

### Spieler
Zur Saison 1971/72 wechselte Zapf zum FC Bayern Hof, welcher zu dieser Zeit in der Regionalliga Süd spielte. Mit dem Verein stieg der auch zur Saison 1974/75 in die 2. Bundesliga Süd auf. In seiner ersten Saison dort kam er in bis auf drei Partien in jedem Spiel zum Einsatz. In der darauffolgenden Saison wurde Zapf in jedem Spiel eingesetzt. Die Saison 1976/77 lief genauso ab wie die erste Saison in der 2. Bundesliga, hier stand er lediglich in drei Spielen nicht im Kader. Gleiches galt dann auch für die Saison 1977/78, nach der Zapfs Mannschaft dann abstieg. Zur Saison 1978/79 wechselte er zum VfL Frohnlach, wo er bis 1989 spielte und seine Karriere beendete.

### Trainer
Als Trainer war Zapf in der Saison 1992/93 und 1998/99 in Frohnlach aktiv sowie von 1994 bis 1997 in Hof.